# Acarigua
Acarigua é uma cidade da Venezuela localizada no estado de Portuguesa. Acarigua é a capital do município de Páez.